# Говорушка бокаловидная
Говору́шка бокалови́дная (лат. Pseudoclitócybe cyathifórmis) — вид грибов, относящийся к роду Pseudoclitocybe семейства Рядовковые (Tricholomataceae).
Синонимы:
- Agaricus cinerascens Batsch, 1786
- Agaricus cyathiformis Bull., 1792
- Agaricus sordidus Bolton, 1788
- Agaricus tardus Pers., 1801
- Cantharellula cyathiformis (Bull.) Singer, 1936

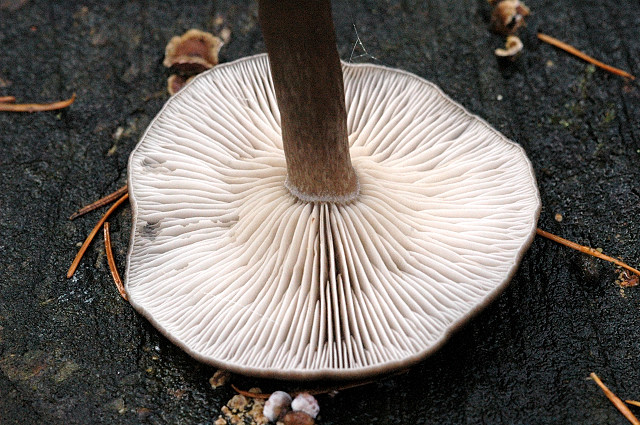
Пластинки

- Clitocybe cinerascens (Batsch) Sacc., 1887
- Clitocybe cyathiformis (Bull.) P. Kumm., 1871
- Omphalia cyathiformis (Bull.) Quél., 1872
- Omphalia tarda (Pers.) Gray, 1821

## Описание
Шляпка воронковидная, с углублением в центре, окрашена в шоколадно-коричневые тона. Край шляпки часто подвёрнут. Мякоть плотная, хрупкая, с приятным запахом. Пластинки кремово-коричневатые, низбегающие, мягкие. Ножка серо-коричневая, вытянутая, с продольными штрихами. Споровый порошок кремово-белый.